# Koyyalagudem
Koyyalagudem é uma pequena cidade do distrito de Godavari Ocidental, em Andhra Pradesh, na Índia. Está localizada entre as cidades de Jangareddigudem , Tadepalligudem e Deverapalli.
É um dos centros locais de comércio e negócios.